# شجرة أشوكا
ساراكة أشوكية (الاسم العلمي:Saraca asoca) هي نوع من النباتات تتبع جنس الساراكة من الفصيلة البقولية.